# スタイン・ブイテンス
スタイン・ブイテンス（Stijn Wuytens, 1989年10月8日 - ）は、ベルギー・ヘクテル・エクセル出身のサッカー選手。ポジションはDF。スタイン・ヴァイテンスとも表記される。従兄弟のジャン・ヴァイテンスもサッカー選手である。

## 経歴
2001年にPSVアイントホーフェンのユースチームに所属し、2008年のフェイエノールト戦でデビューを果たした。2009年2月2日にデ・フラーフスハップにシーズン終了まで期限付き移籍した。